# Cryptobatrachus fuhrmanni
Cryptobatrachus fuhrmanni là một loài ếch trong họ Hemiphractidae. Chúng là loài đặc hữu của Colombia.
Các môi trường sống tự nhiên của chúng là các khu rừng ẩm ướt đất thấp nhiệt đới hoặc cận nhiệt đới, các khu rừng vùng núi ẩm nhiệt đới hoặc cận nhiệt đới, và sông. Loài này đang bị đe dọa do mất môi trường sống.